# Lycée Konan
Le lycée Konan de Touraine-France (フランス甲南学園トゥレーヌ Furansu Kōnan Gakuen Turēnu) était un établissement d'enseignement secondaire français installé à Saint-Cyr-sur-Loire près de Tours, inauguré en 1991 et fermé en 2013.

## Présentation
Ce lycée avait pour vocation[réf. nécessaire] d'être un pôle d'échanges franco-japonais. Il accueillait plus de 100 élèves[réf. nécessaire] japonais venus découvrir la culture française.
Il était associé avec le collège français voisin de La Béchellerie.